# 天主教高加索宗座署理區
天主教高加索宗座署理區 （拉丁語：Administratio Apostolica Caucasi Latinorum）是南高加索一個羅馬天主教宗座署理區，直屬教廷。
署理區成立於1993年12月30日，範圍包括格魯吉亞和亞美尼亞兩國（阿塞拜疆的教務於2000年分出），教座位於第比利斯。2010年有教友50,000人、十個堂區、廿二名司鐸。現任宗座署理為若瑟‧帕斯圖。